# Bản Hồ
Bản Hồ là một xã thuộc thị xã Sa Pa, tỉnh Lào Cai, Việt Nam.

## Địa lý
Xã Bản Hồ nằm ở phía nam thị xã Sa Pa, cách trung tâm thị xã gần 30km, có vị trí địa lý:
- Phía đông giáp các xã Thanh Bình, Mường Bo và Liên Minh
- Phía tây giáp xã Tả Van
- Phía nam giáp huyện Văn Bàn và tỉnh Lai Châu
- Phía bắc giáp xã Thanh Bình và xã Mường Hoa.

Xã có diện tích 115,11 km², dân số năm 2017 là 2.898 người, mật độ dân số đạt 25 người/km².

## Hành chính
Xã Bản Hồ được chia thành 7 thôn: Bản Dền, La Ve, Hoàng Liên, Ma Qoái Hồ, Nậm Toóng, Séo Trung Hồ, Tả Trung Hồ.

## Lịch sử
Trước đây, Bản Hồ là một xã thuộc huyện Sa Pa.
Ngày 11 tháng 9 năm 2019, Ủy ban Thường vụ Quốc hội ban hành Nghị quyết 767/NQ-UBTVQH14 về việc thành lập thị xã Sa Pa trên cơ sở toàn bộ diện tích và dân số của huyện Sa Pa, xã Bản Hồ thuộc thị xã Sa Pa như hiện nay.